# Axel Heiberg-sziget
Az Axel Heiberg-sziget (angolul Axel Heiberg Island) egy sarkvidéki sziget Észak-Kanadában, Nunavut territóriumban, Qikiqtaaluk régióban, az Ellesmere-sziget mellett.

## Földrajza

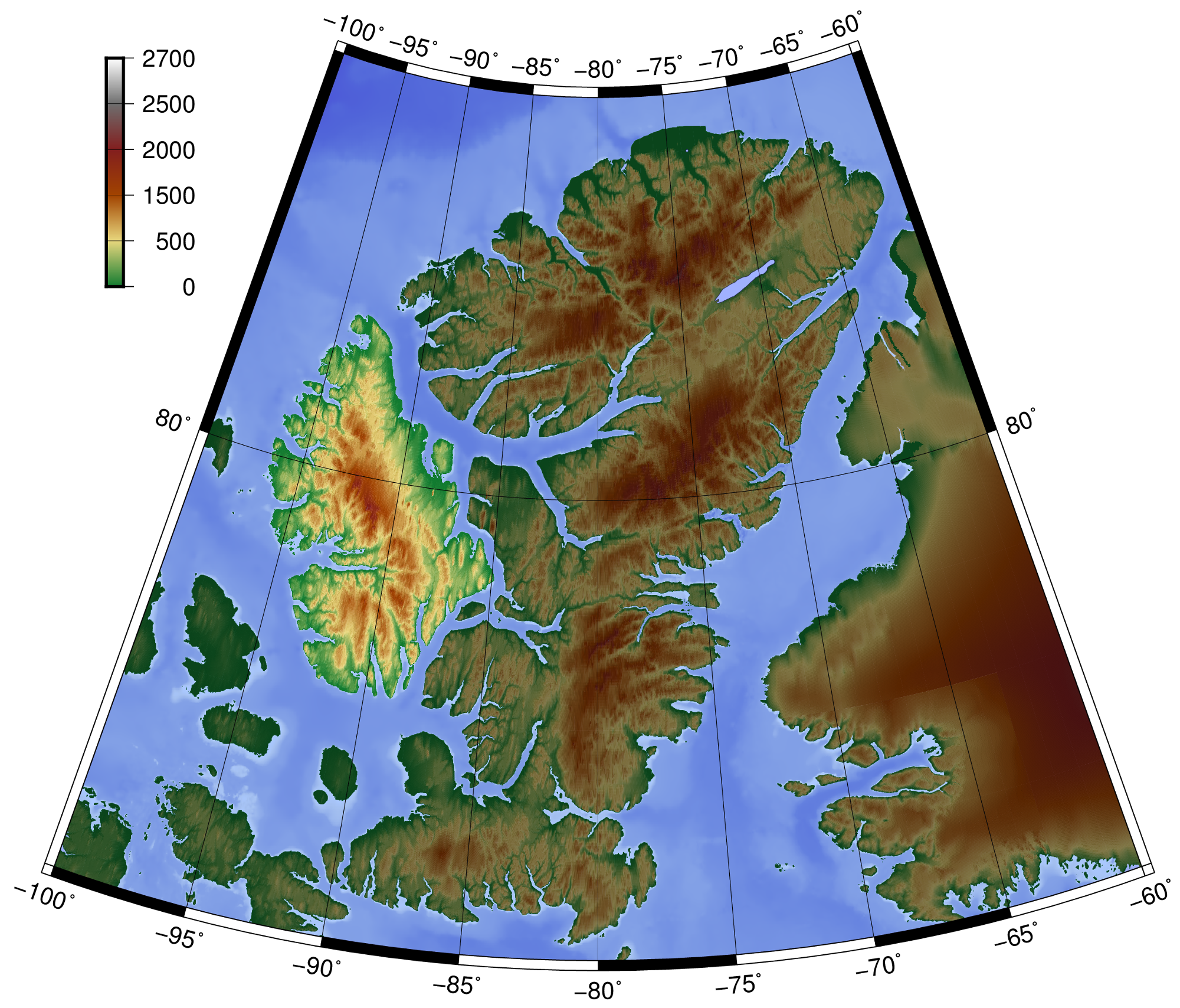
Domborzati térkép

A Sarki Szigetív (Canadian Arctic Archipelago) egyik legnagyobb tagja, 40 855 km²-es területével Kanada 7., Észak-Amerika 11., és a Föld 33. legnagyobb szigete. Az Erzsébet királynő-szigetek és a Sverdrup-szigetekhez tartozik. Legmagasabb pontja az Outlook Peak, ami 2210 méter. Partvidéke fjordok által sűrűn tagolt.

### Mumifikálódott erdők

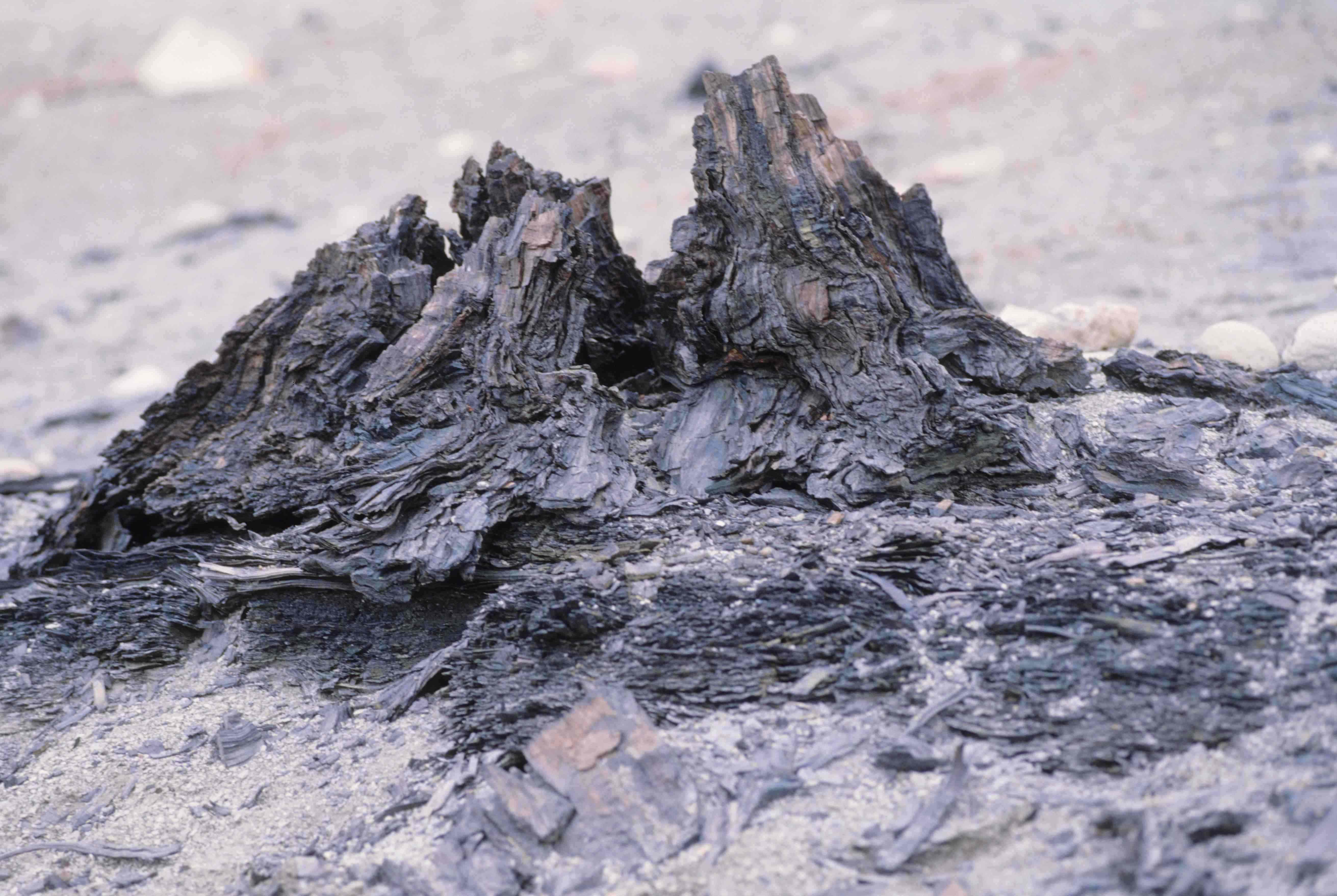
Egy „mumifikálódott” fa

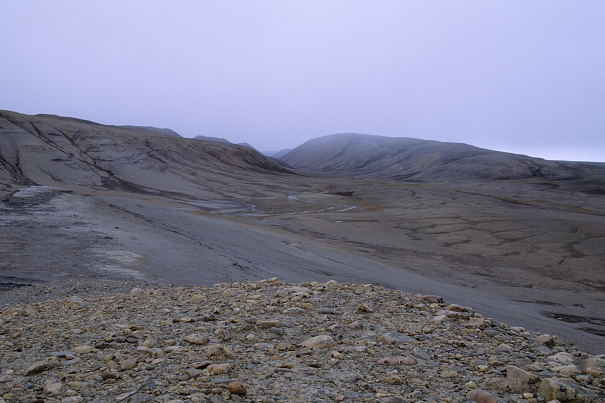
A Geodetic Hills, a fosszíliák lelőhelye

1986-ban egy kutatóút során Dr. James Basinger „mumifikálódott” mamutfenyő maradványokat talált. Koruk több mint 40 millió év, tehát az eocén korszakban élhettek. Magasságuk elérhette az 50 métert, koruk az 1000 évet. A kedvező természeti hatások, a hideg, de száraz sarkvidéki éghajlat és a gyenge erózió miatt konzerválódtak. A fosszíliákat védelem alá helyezték.

### Gleccserek
A jéggel és gleccserekkel borított terület 12 650 km². A tengerpart fjordok által tagolt, melyben gleccserek vannak. A belföldi jég vastagsága a 400 métert is elérheti.

### Lost-Hammer forrás
A Lost-Hammer forrás az Arktisz leghidegebb és legsósabb forrása, ami eddig ismert. A hőmérséklete akár a mínusz 5 °C-ra is lecsökkenhet, de nem dermed meg a sótartalomnak köszönhetően. A vize egy kúp alakú üreges tufaképződményen át jön a felszínre. A folyamatos gázkibocsátás jelzi, hogy a forrás alatt egy meleg metánforrás van.

## Történelem

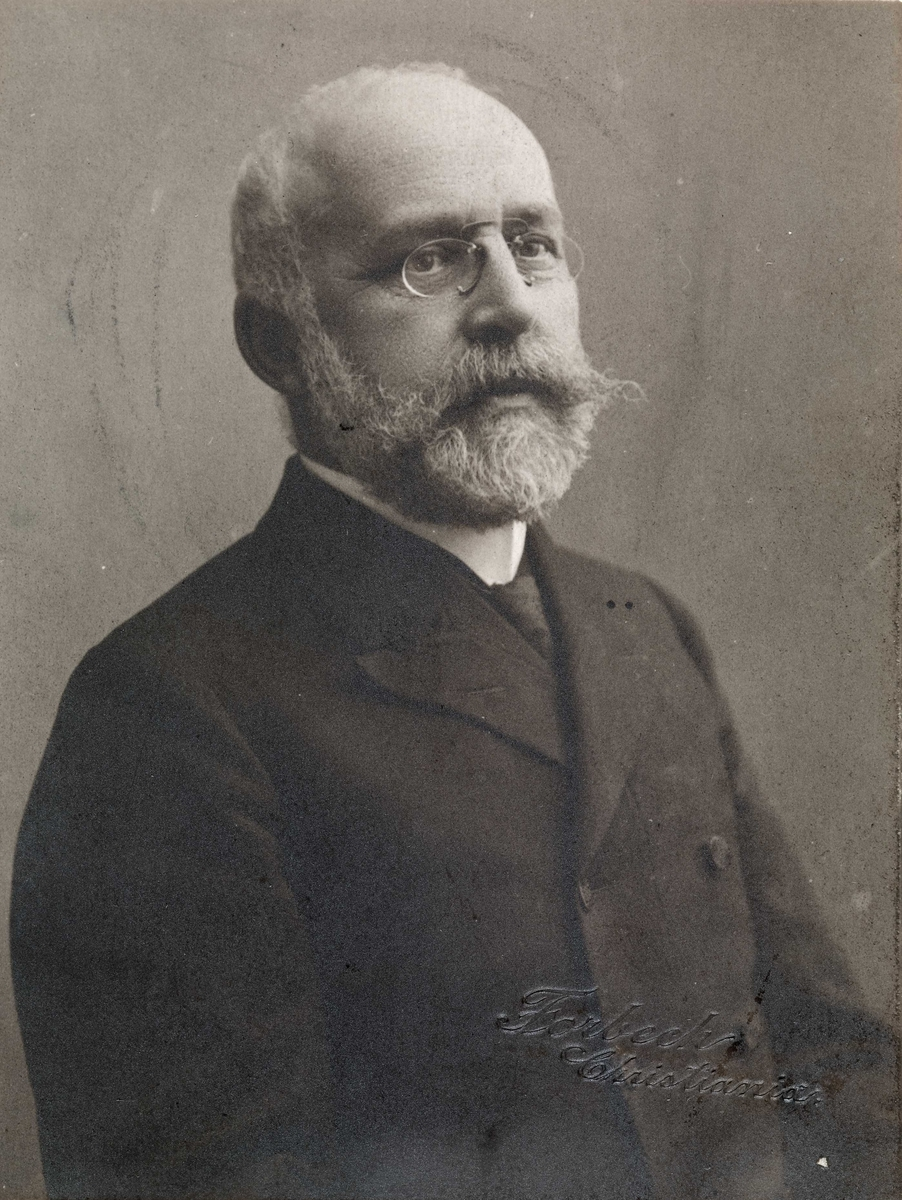
Axel Heiberg, a sziget névadója

Az 1970-es években több fegyvert is találtak, amelyek i. e. 4000 és 3700 között készülhettek. Az Axel Heiberg-szigetet a múltban inuitok lakták, ám amikor Otto Sverdrup 1900 és 1901 között kutatta a szigetet, már lakatlan volt. Ő nevezte el a szigetet Axel Heibergről, aki támogatta az expedíciót. Az Északi-sark elérésének egyik állomásaként járt itt Robert Peary. A 20. században több, Norvégia által finanszírozott felfedezőút volt a szigeten egészen 1930-ig, ameddig Norvégia fennhatóságot követelt a sziget felett.
Az 1940-es években az Amerikai Egyesült Államok Légiereje lefényképezte katonai céllal a Polaris-hadművelet során. 1955-ben két geológus, N. J. McMillan és Souther a szigeten glaciológiai vizsgálatokat végzett, amelyeket később publikáltak. 1959-ben a McGill Egyetem tudósai felfedezték az Expedíció-fjordot (korábbi nevén Sør-fjordot) a sziget központi részén. Tanulmányozására létrehozták a McGill Arktiszi Kutató Állomást (angolul: McGill Arctic Research Station), ami 8 km-re fekszik a fjordtól. A vizsgálatok csak a nyári hónapokban zajlanak.
1986 tavaszán egy Dr. James Basinger által vezetett kanadai kutatóút során felfedeztek több mint 40 millió éves fa fosszíliákat. A fa fosszíliák mellett később állatok maradványait is felfedezték.

## Népesség
A sziget lakatlan, leszámítva egy időszakos kutatóközpontot, amit a McGill Egyetem tart karban, maximális férőhelye 12 fő. Kutatási területei többek között a glaciológia, mikrobiológia.